# Турчин, Александр Генрихович
Алекса́ндр Ге́нрихович Турчи́н (бел. Алякса́ндр Ге́нрыхавіч Турчы́н; род. 2 июля 1975, Новогрудок, Гродненская область, Белорусская ССР, СССР) — белорусский политический и государственный деятель, премьер-министр Республики Беларусь с 10 марта 2025 года, председатель Минского областного исполнительного комитета с декабря 2019 по март 2025 года.

## Биография
Родился 2 июля 1975 года в Новогрудке. Мать работала медицинским работником, отец — работал учителем физики в школе. Позднее много лет Генрих Станиславович был заведующим организационным отделом в Новогрудском горкоме партии, а затем управляющий делами в райисполкоме.
В 1992 году Александр Турчин поступил в Могилёвский машиностроительный институт, но бросил учёбу через три года. Затем в течение двух лет, с 1995 по 1997 год, он состоял на учёте в качестве безработного в Новогрудском центре занятости населения Гродненской области. Он не служил в армии.
В течение 7 месяцев Александр Турчин числился сторожем Новогрудского райисполкома, где работал его отец. В 1997 году отец через знакомых устроил его на работу заведующим продуктовым магазином в колхоз «Авангард» Новогрудского района. Затем работал государственным налоговым инспектором инспекции государственного налогового комитета по Новогрудскому району, главным контролёром-ревизором контрольно-ревизионного управления Министерства финансов Республики Беларусь по Новогрудскому району Гродненской области.
В 2002 году окончил Белорусский государственный экономический университет, в 2009 году — Академию управления при Президенте Республики Беларусь.
В 2004—2010 годах работал сначала начальником финансового отдела, а затем заместителем председателя Кореличского райисполкома Гродненской области. В 2010 году назначен председателем комитета по экономике Минского областного исполкома.
16 ноября 2012 года назначен заместителем председателя Минского облисполкома. 25 июня 2015 года назначен помощником президента Республики Беларусь — главным инспектором по Гомельской области. 16 сентября 2016 года назначен руководителем Аппарата Совета Министров Республики Беларусь.
10 октября 2017 года назначен председателем Совета по развитию предпринимательства, консультативного органа при президенте Республики Беларусь. С 1 февраля 2018 года — уполномоченный президента Республики Беларусь по Гомельской области.
18 августа 2018 года назначен на должность Первого заместителя премьер-министра Республики Беларусь. 21 ноября 2018 года Указом № 456 назначен исполняющим обязанности руководителя Аппарата Совета Министров Республики Беларусь.
29 ноября 2019 года на совещании Александром Лукашенко было принято решение, что первый вице-премьер Беларуси Александр Турчин будет назначен губернатором Минской области и сменит на этой должности Анатолия Исаченко. Самого Турчина на его должности сменит министр экономики Дмитрий Крутой. Александр Лукашенко пояснил, что руководство Минской области меняется не в связи с кадровыми проблемами: нынешний губернатор Анатолий Исаченко покидает должность по состоянию здоровья. Президент отметил, что он неплохо работал на посту губернатора, поэтому, когда сменит должность, продолжит курировать этот регион. Указом Президента Республики Беларусь от 3 декабря 2019 года № 433 назначен на должность председателя Минского областного исполнительного комитета.
4 декабря 2019 года состоялась внеочередная 22-я сессия областного Совета депутатов, утвердившая Александра Турчина председателем Минского облисполкома.
17 декабря 2020 года его внёс в свой санкционный список Евросоюз, 18 февраля 2021 года — Великобритания, 22 марта — Швейцария. 26 января 2021 года к декабрьскому пакету санкций ЕС присоединились Албания, Исландия, Лихтенштейн, Норвегия, Северная Македония, Черногория.
10 марта 2025 года указом президента Беларуси Александра Лукашенко назначен премьер-министром страны.
Жена — Инна, дочь — Дарья.